# Вооружённые силы Египта
Вооружённые силы Египта (араб. القوات المسلحة المصرية‎) — военная организация Арабской Республики Египет, предназначенная для защиты свободы, независимости и территориальной целостности государства. 
ВС Египта состоят из органов управления, сухопутных войск, военно-морских сил, военно-воздушных сил и войск противовоздушной обороны.

## Общие сведения
Вооружённые силы Египта являются крупнейшими в регионе Среднего Востока и Северной Африки и являются принципиально сосредоточеными на территориальной целостности и внутренней безопасности, в том числе включая борьбу с группировкой Вилаят Синай, связанной с ИГ, на севере Синая. 
ВМС Египта контролируют Баб-Эль-Мандебский пролив, который считается одной из важнейших мировых морских транспортных артерий.
Египет и США поддерживают прочное стратегическое партнёрство, которое было отмечено значительными поставками американского оборудования и продолжающимися на 2019 год выплатами финансовой помощи проведению военных операций Египта. 
Оборонные отношения с Россией развиваются, особенно в отношении закупок вооружения и военной техники (ВВТ).
Опыт эксплуатации военной техники приобретается в операциях по борьбе с повстанцами на Синае и в ходе участия в нескольких миротворческих развёртываний сил ООН. Обучение военные Египта также проходят в ходе международных военных учений.
Египет имеет растущий потенциал для самостоятельного развёртывания своих сил за его границами: вносит свой вклад в операции ООН, вмешался в боевые действия в Ливии и направил боевые самолёты в Йемен для поддержки Саудовской Аравии возглавляющей там арабскую коалицию.
Военно-морские силы получили два новых универсальных десантных корабля (УДК) класса «Мистраль», что укрепило потенциал для развёртывания на региональном уровне. Арсенал состоит в основном из устаревших систем советской эпохи и более новых систем западного производства. Тем не менее, вооружённые силы осуществляют обширную программу рекапитализации оборудования, которая предписывает поставку российских многофункциональных истребителей, ударных вертолётов и систем ЗРК. Боевые самолёты также поставлялись из Франции, а ударные БЛА из Китая. Военно-морская рекапитализация включает в себя немецкие подводные лодки и французские фрегаты.
Египет имеет развитую собственную оборонную промышленность, занимающуюся поставками техники как для своих вооружённых сил, так и поставками на внешние рынки, начиная от стрелкового оружия и заканчивая бронетехникой. Ведётся работа по приобретению лицензий и организации совместного производства с иностранными компаниями, в том числе локальной сборке основных боевых танков М1А1 Abrams из поставляемых машинокомплектов
и производства фрегатов с французской помощью.
| Вооружённые силы Египта                                         | Вооружённые силы Египта |
| --------------------------------------------------------------- | --- |
| Виды вооружённых сил:                                           | Сухопутные войска Египта; Военно-морские силы Египта; Военно-воздушные силы Египта; Командование противовоздушной обороны Египта |
| Призывной возраст и порядок комплектования:                     | Египетские вооружённые силы комплектуются на основании закона о всеобщей воинской повинности гражданами мужского пола в возрасте 18—30 лет; срок обязательной воинской службы — от 12 до 36 месяцев с последующим обязательным зачислением в резерв сроком на 9 лет (по данным на 2008 год) |
| Человеческие ресурсы, доступные для воинской службы:            | мужчины в возрасте 16—49 лет: 21 012 199 женщины в возрасте 16—49 лет: 20 145 021 (2010 оценочно) |
| Человеческие ресурсы, пригодные для воинской службы:            | мужчины в возрасте 16—49 лет: 18 060 543 женщины в возрасте 16—49 лет: 17 244 838 (2010 оценочно) |
| Человеческие ресурсы, ежегодно достигающие призывного возраста: | мужчины: 783 405 женщины: 748 647 (2010 оценочно) |
| Военные расходы — процент от ВВП:                               | 3,4 % (по данным на 2005 год), 35-е место в мире |

- Парафированы или подписаны по состоянию на 2014 соглашения на общую сумму более $3 млрд на поставку из РФ 24 истребителей МиГ-29м/м2, систем ПВО, ПТРК Корнет, боевых вертолётов (Ка-25, Ми-28 и Ми-25, Ми-35), лёгкого вооружения, береговых противокорабельных систем. Все заказы сделаны после приостановки военной и финансовой помощи Египту из США.[5]

## Состав вооружённых сил

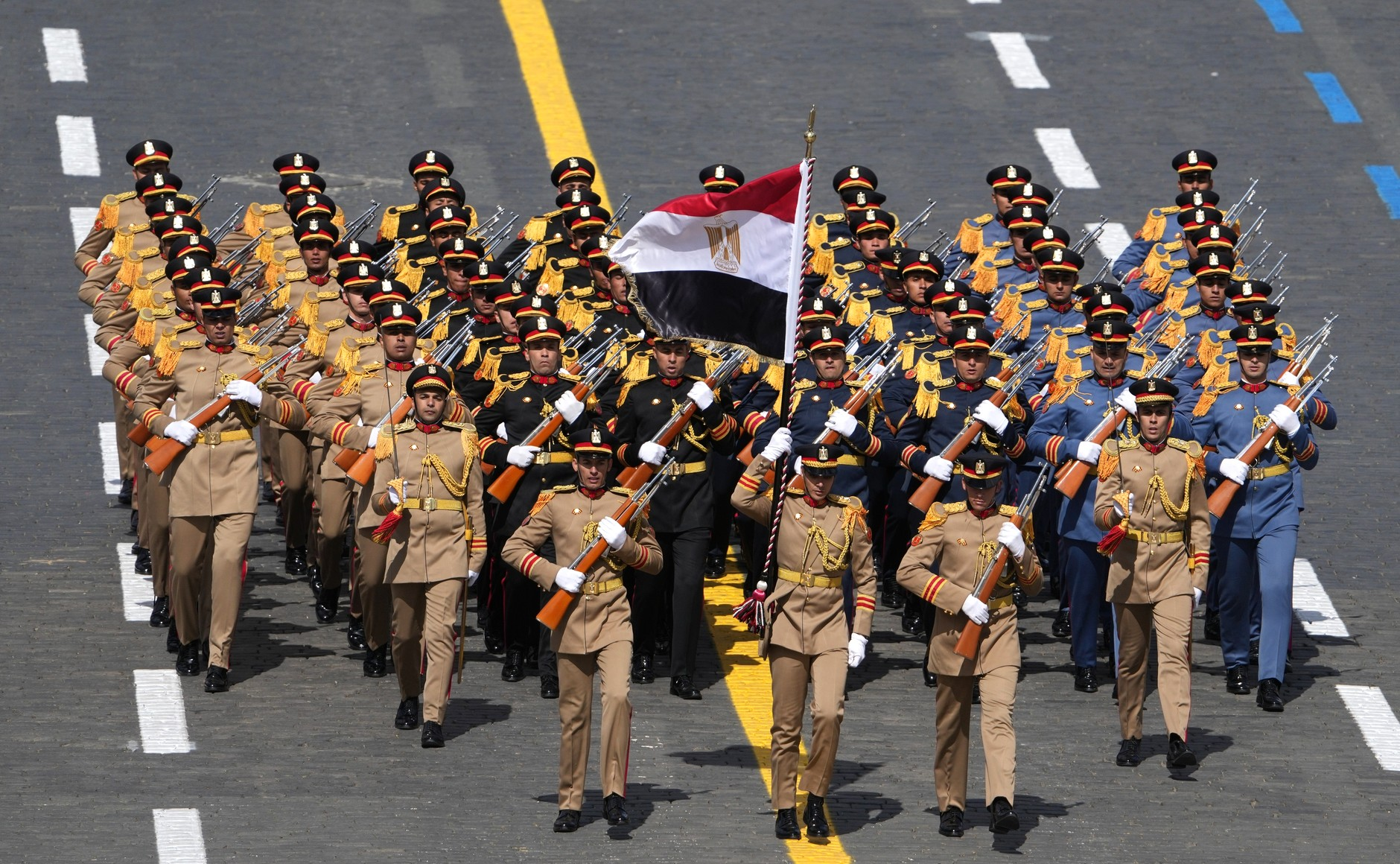
Военнослужащие Египта на Параде Победы 2025 года в Москве

Общая численность египетских вооружённых сил — 438.500 тыс. военнослужащих.

### Сухопутные войска
Численность сухопутных войск на 2020 год составляет 310.000 военнослужащих.

### Военно-морские силы
Численность военно-морских сил на 2020 год составляет 18.500 военнослужащих.

### Военно-воздушные силы
Численность военно-воздушных сил на 2020 год составляет 30.000 военнослужащих.

### Войска ПВО
Численность войск ПВО на 2020 год составляет 80.000 военнослужащих.